# Nineves fall
Nineves fall anses ha inträffat någon gång mellan 613 f.Kr. och 611 f.Kr. med 612 f.Kr. som det årtal som anses mest sannolikt. En allierad armé av upproriska babylonier och medier belägrade då Nineve och plundrade sedan staden som tros ha varit världens då största stad. Efter Nineves fall skulle det Assyriska riket endast existera i cirka 3 år till fram till deras slutliga nederlag i samband med erövringen av Harran. Under århundradena efter plundringen av Nineve avfolkades staden sakta och Babylon kom att bli Mesopotamiens nya centrum under det nya babyloniska riket.

## Bakgrund
Det nya assyriska imperiet ersatte det mellanassyriska imperiet som Mesopotamiens stormakt på 900-talet f.Kr. och stod under 700-600-talet f.Kr. på sin absoluta höjdpunkt. Under kung Ashurbanipal sträckte sig riket från Kaukasusbergen i norr till Egypten och Arabiska halvön i söder och från mitten av dagens Iran i öst till medelhavskusten i Levanten och Anatolien i väst. Imperiet anses därmed ha varit det största imperium som existerat fram till dess. När kung Ashurbanipal dog 627 f.Kr. påbörjades en nedåtgående våldsspiral utgjort av flera inbördeskrig vilket resulterade i att flera av Assyriens ockuperade områden tog chansen att göra sig självständiga. Att uppror och inbördeskrig uppstod vid kungabyte var vanligt i det Assyriska imperiet men när Ashurbanipal dog var den assyriska armén utmattad. Ett längre krig i Egypten, det kostsamma erövrandet av Elam samt återkommande uppror i Babylonien hade resulterat i förluster som assyrierna helt enkelt inte kunde återhämta sig ifrån.
År 625 f.Kr. hade assyrierna i stort förlorat kontrollen över Kaukasus, Levanten, Syrien och Anatolien och det var under denna period som de drogs in i ett nytt långt krig mot Babylon. Den Assyriska armén mötte till en början stor framgång men inbördeskrig i det assyriska kärnlandet tvingade dem att avbryta kampanjen och Babylonien gick då på offensiv.

## Slaget om Nineve
Den babyloniska offensiven beskrivs i de babyloniska krönikorna. Krönikorna berättar om ett långt och bittert krig mellan Assyrien och Babylon som fick sin vändning 616 f.Kr. när den babyloniska armén under kung Nabopolassar lyckades besegra en assyrisk armé för att sedan bege sig upp längs med Tigrisfloden och i och med det skall de ha intagit och plundrat städerna Mane, Sahiri och Balihu. Babylonierna slog sedan läger och 615 f.Kr. påbörjades kriget igen. Denna gång gick det sämre för babylonierna som drevs tillbaka till dagens Takritain där de förskansade sig i en fästning. 614 f.Kr. gjorde assyrierna ett anfall mot fästningen som slogs tillbaka och ett stillestånd uppstod därmed mellan de båda sidorna.
614 f.Kr. var även året då Medien gav sig in i kriget. Medierna erövrade Tarbisu vilket tvingade den assyriska armén att retirera till Nineve som därmed var hotat. Babylonierna kunde därmed gå på offensiv igen och de begav sig mot Assur som var Assyriens heliga stad. När babylonierna nådde Assur hade staden redan intagits av Medierna som enligt de babyloniska krönikorna var i full färd med att plundra staden. Utanför Assur slöt mediernas kung Kyaxares en allians med babyloniernas kung Nabopolassar och de båda rikena började förbereda sig för att krossa det assyriska imperiet en gång för alla. De allierade sig även med skyterna och kimmerierna som började plundra Assyriens norra delar.
Någon gång mellan 613 f.Kr. till 611 f.Kr. marscherade den enade Medo-babyloniska armén till Nineve som de belägrade. Assyrierna var vid detta läge helt oförmögna att utföra motanfall och tre månader senare, i augusti, lyckades de allierade styrkorna ta sig in i själva staden som plundrades och brändes. Assyriens kung Sin-shar-ishkun tros ha omkommit i striderna men det finns inga källor från perioden som faktiskt styrker detta. Hans bror Ashur-uballit II utnämndes därmed till kung av Assyrien och han valde att göra Harran till Assyriens nya huvudstad. Huruvida Ashur-uballit II deltagit i striderna i Nineve och flytt eller om han befann sig på annan plats när staden föll är oklart.
Exakt hur slaget om Nineve gick till nämns inte i de samtida källorna och det är först på 00-talet f.Kr. som den grekiske historikern Diodorus Siculus skrev om händelseförloppet kring stadens fall. Enligt Diodorus skall stadens yttre murar ha skadats i och med att Tigris svämmade över vilket i sin tur resulterade i att medierna och babylonierna kunde ta sig in i staden. Diodorus skriver vidare att de allierade arméerna genast begav sig av mot det kungliga palatset och dess närliggande tempel som plundrades och brändes men att resten av staden skonades från förödelsen. Diodorus skrifter brukar oftast anses vara historiskt tveksamma men just detta stycke har väckt uppmärksamhet då detta kan förklara de många lertavlor som återfunnits oskadda i Nineve samt det faktum att staden verkar ha varit fortsatt bebodd efter erövringen.

## Efterspel
Nineves fall skulle inte komma att innebära krigets slut. Ashur-uballit II vägrade att ge upp och flera strider skedde under åren efter erövrandet av Nineve. Dock kom stadens fall att ses som den slutliga vändpunkten i kriget vartefter den assyriska arméns möjlighet att vända kriget var nästintill obefintlig. Assyriens slutliga fall kom 609 f.Kr. i och med erövringen av Harran och vad som hände med Ashur-uballit II är oklart. Han kan ha stupat i det sista assyriska motanfallet för att återta staden eller tillsammans med sina egyptiska allierade i slaget vid Karkemisch år 605 f.Kr. eller så flydde han någonstans för att sedan avlida av okänd anledning vid ett annat tillfälle.